# پولنا
پولنا (به چکی: Polná) یک منطقهٔ مسکونی در جمهوری چک است که در ناحیه ییهلاوا واقع شده‌است. پولنا ۵٬۰۶۴ نفر جمعیت دارد.